# Masacre de Sabra y Shatila
La masacre de Sabra y Chatila (en árabe: صبرا وشاتيلا) tuvo lugar entre los días 15 y 18 de septiembre de 1982 y consistió en una matanza de cientos o miles de refugiados palestinos residentes en los campos de refugiados situados en los barrios de Sabra y Chatila, en Beirut Oeste, durante la guerra del Líbano de 1982. Fue cometida por la Falange Libanesa, de origen cristiano y en su mayoría pertenecientes a la Iglesia maronita, y el móvil principal de la masacre fue vengar tanto el asesinato, dos días antes, del presidente electo del Líbano Bashir Gemayel, de origen maronita, como la masacre de Damour, en la cual atacantes palestinos pertenecientes a la OLP habían asesinado a 582 personas y profanado el cementerio cristiano, a su vez en respuesta a la masacre de Karantina. Miembros del Ejército del Sur del Líbano también participaron en la masacre.
La masacre de Sabra y Chatila recibió la calificación de acto de genocidio por parte de la Asamblea General de Naciones Unidas a través de su resolución 37/123. Según una comisión interna israelí, la Comisión Kahan, las Fuerzas de Defensa de Israel apostadas en el Líbano fueron indirectamente responsables de los hechos por no evitar las matanzas incluso teniendo conocimiento de las mismas. En 1983, una comisión encabezada por Seán MacBride, asistente del secretario general de la ONU y a la sazón presidente de la Asamblea General de las Naciones Unidas, dictaminó que Israel, como la potencia ocupante de los campamentos, era responsable de la violencia acaecida en ellos. La comisión también concluyó que la masacre había sido un acto de genocidio.

## Contexto histórico
Desde 1975 hasta 1990, diversos grupos aliados con países vecinos lucharon unos contra otros en la guerra civil libanesa. Las luchas internas y las masacres entre estos grupos se llevaron miles de vidas. El 18 de enero de 1976 tuvo lugar la masacre de Karantina, en la que las falanges libanesas, apoyadas por Siria, asesinaron a unos mil quinientos civiles curdos, sirios y palestinos en un suburbio predominantemente musulmán de Beirut. Como represalia, milicianos palestinos de la Organización para la Liberación Palestina (OLP) cometieron la masacre de Damour dos días después, en la que murieron entre 150 y 582 civiles cristianos maronitas, incluidas la familia y la novia del jefe de inteligencia de una milicia autodenominada Fuerzas Libanesas, Elie Hobeika. En agosto de 1976, los falangistas libaneses atacaron el campamento de refugiados palestinos de Tel al-Zaatar y masacraron a entre mil quinientos y tres mil palestinos. En total, unas 150 000 personas murieron como consecuencia de la guerra civil libanesa.
De una manera paralela, ya desde comienzos de los años setenta, la OLP había estado llevando a cabo ataques contra Israel desde el sur del Líbano mientras que Israel bombardeaba sus posiciones en esta zona. El 3 de junio de 1982 tuvo lugar un incidente que resultaría clave en el conflicto. El embajador israelí en el Reino Unido, Shlomo Argov, sufrió un atentado por parte del grupo palestino de Abu Nidal, posiblemente con apoyo iraquí o sirio. Algunos historiadores y periodistas, como David Hirst, Benny Morris o Avi Shlaim, han argumentado que la OLP no pudo haber estado relacionada con el atentado, ni tan siquiera haberlo aprobado, dado que Abu Nidal era un rival acérrimo de la OLP de Arafat e incluso había ordenado el asesinato de algunos de sus miembros. La OLP también había expresado su condena por el intento de asesinato del embajador israelí. En cualquier caso, Israel usó el ataque como justificación para romper el alto el fuego con la OLP y como casus belli para una invasión a gran escala del Líbano. Tras la guerra, Israel presentó sus acciones como una respuesta al terrorismo que la OLP estaba llevando a cabo desde diversos frentes, incluida la frontera con el Líbano. Sin embargo, los historiadores mencionados anteriormente señalan que la OLP estaba respetando el alto el fuego entonces vigente y estaba manteniendo la frontera entre Israel y el Líbano en la situación más estable de la última década. Durante ese alto el fuego, que duró ocho meses, UNIFIL –las fuerzas pacificadoras de la ONU en el Líbano- informaron de que la OLP no había lanzado ni un solo acto de provocación contra Israel. El gobierno israelí probó numerosas justificaciones para anular el alto el fuego y atacar a la OLP, hasta el punto que la oposición israelí acusó a su propio gobierno de que su “demagogia” amenazaba con llevar al país a la guerra. Antes del intento de asesinato del embajador, todas estas justificaciones habían sido descartadas por su principal aliado, Estados Unidos, que argumentaba que resultaban insuficientes para lanzar una guerra contra la OLP.

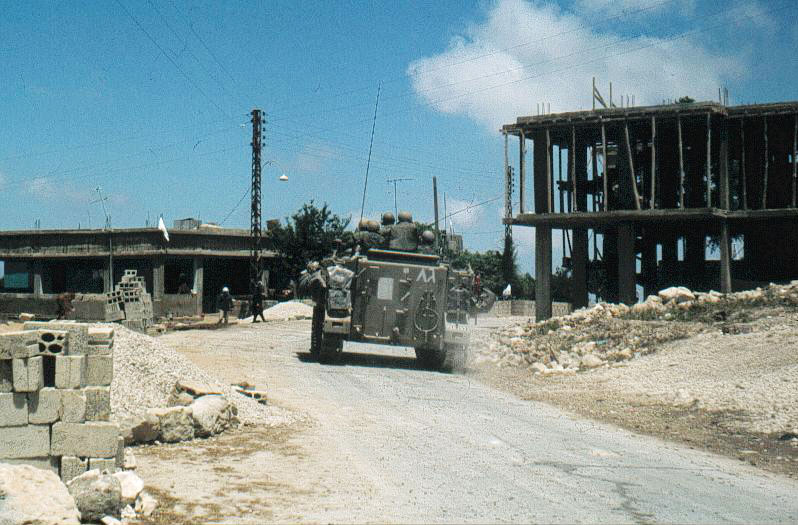
Tropas israelíes al sur del Líbano (1982)

El 6 de junio de 1982, Israel invadió el Líbano desplazando sus tropas hacia el norte hasta rodear la capital, Beirut. Tras un prolongado asedio de la ciudad, los combates terminaron cuando los Estados Unidos patrocinaron un alto el fuego entre las partes el 21 de agosto de 1982, permitiendo la evacuación segura de los milicianos palestinos bajo la supervisión de las potencias occidentales y garantizando la seguridad de los refugiados y los civiles que vivían en los campamentos de refugiados. Tanto Yasir Arafat como el primer ministro del Líbano, Shafik al-Wazzan, y su ex primer ministro, Saeb Salam, expresaron el miedo de los habitantes de la ciudad por la posibilidad de que el ejército israelí y las milicias falangistas libanesas se adentrasen en Beirut Oeste. Saeb Salam, que había tenido un papel clave en las conversaciones que llevaron a la evacuación de la OLP, afirmó que ese miedo era ''precisamente el motivo por el que pedimos, y recibimos, garantías de los Estados Unidos de que los israelíes no entrarían en Beirut Oeste".
El 15 de junio de 1982, diez días después del comienzo de la invasión, el gabinete de gobierno israelí aprobó una propuesta presentada por el primer ministro Menájem Beguín que solicitaba que las fuerzas israelíes no se adentrasen en Beirut occidental, dejando esta labor a las Fuerzas Libanesas, una milicia cristiana maronita. Sin embargo, el jefe del Estado Mayor de Israel, Rafael Eitan, ya había enviado órdenes de que las milicias derechistas cristianas no entrasen en combate, afirmando que la propuesta iba dirigida a aplacar las críticas locales, que se quejaban de que el ejército israelí estaba sufriendo bajas mientras que sus aliados estaban de brazos cruzados. Un informe israelí calculó que la fuerza de las milicias de Beirut occidental, sin contar a los palestinos, era de unos siete mil hombres, mientras que la de las falanges libanesas era de unos cinco mil miembros en plena movilización, de los que solo dos mil estaban dedicados al combate a tiempo completo.
El 23 de agosto de 1982, Bashir Gemayel, líder de las derechistas Fuerzas Libanesas, fue elegido presidente del Líbano por la Asamblea Nacional. Israel había confiado en Gemayel y sus fuerzas como un contrapeso a la OLP y, como resultado, se habían fortalecido los lazos entre Israel y los grupos maronitas, de quienes provenían la mayoría de los apoyos de las Fuerzas Libanesas.
Para el 1 de septiembre de 1982, los milicianos de la OLP ya habían sido evacuados de Beirut bajo la supervisión de una Fuerza Multinacional. De hecho, la evacuación estaba sujeta a la permanencia de esta Fuerza Multinacional para que proporcionase seguridad a la comunidad de refugiados palestinos en el Líbano. Dos días después, el primer ministro israelí Menájem Beguín se reunió con su homólogo libanés Bashir Gemayel en Nahariya (Israel), y le exigió que el Líbano firmase un tratado de paz con Israel. Beguín también quería garantizar la permanencia del Ejército del Sur del Líbano para controlar posibles ataques y actos de violencia, y pidió a Gemayel que actuase contra los milicianos de la OLP que Israel consideraba como una amenaza oculta para el Líbano. Sin embargo, los falangistas, que con anterioridad habían estado unidos como un aliado fiable de Israel, estaban ahora divididos por las crecientes relaciones con Siria, que mantenía hostilidades con Israel. Por este motivo, Gemayel se negó a firmar un tratado de paz con Israel y no autorizó operaciones para expulsar a los milicianos de la OLP que aún permanecían en el Líbano. El 11 de septiembre, la situación estaba tranquila en los campamentos de Sabra y Chatila y no había miedo a la llegada de las Fuerzas Libanesas. Sin embargo, ese mismo día las fuerzas internacionales que iban a garantizar la seguridad de los refugiados palestinos abandonaron Beirut. 

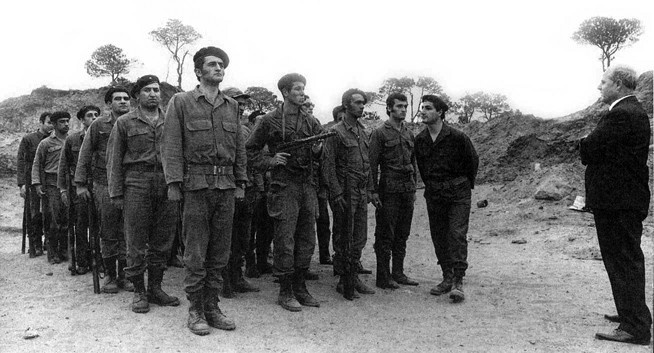
Bashir Gemayel pasando revista a las falanges libanesas.

Tres días después, el 14 de septiembre, Bashir Gemayel había convocado una reunión con los comandantes de las falanges libanesas en su cuartel general en Beirut Este. En mitad de la reunión, una enorme explosión derribó por completo el edificio y mató al propio Gemayel y a cuarenta personas más. Su asesino fue otro cristiano maronita, Habib Shartouni, que resultó ser miembro del Partido Social Nacionalista Sirio y agente de la inteligencia siria. Los líderes musulmanes palestinos y sirios negaron cualquier implicación con él o con el atentado.
En la tarde del 14 de septiembre, según llegaban las noticias del asesinato de Gemayel, el primer ministro israelí Menájem Beguín, el ministro de Defensa Ariel Sharón y el jefe del Estado Mayor Rafael Eitan acordaron que el ejército israelí invadiese Beirut Oeste. De cara al público, argumentaron que esta medida se tomaba para evitar el caos. Aunque hubo algunos intercambios de disparos, no hubo apenas resistencia a la invasión por parte de los grupos musulmanes de esta zona de la ciudad. La mayoría de los refugiados de los campamentos de Sabra y Chatila decidieron quedarse en sus casas y no salir. El ejército israelí procedió a desarmar a los grupos y milicias musulmanas de Beirut Oeste, pero no hizo lo propio con las milicias cristianas de Beirut Este, incluso aunque los acuerdos que llevaron a la retirada de Beirut de la OLP calificaban a las milicias cristianas de fuerza ilegal. Poco después, Ariel Sharón contactó con el comandante del ejército libanés en la zona, coronel Michel On, para preguntarle si dicho ejército estaba dispuesto a llevar a cabo operaciones de búsqueda y destrucción dentro de los campamentos, algo a lo que Michel On se negó. Esa misma noche, el general israelí Drori volvió a presionar a On para que el ejército libanés entrase en Sabra y Chatila, y este se puso en contacto con el primer ministro del Líbano, Shafik al-Wazzan, quien volvió a negarse.
En una conversación privada que tuvo lugar a las 20:30 de esa noche, Sharón y Eitan acordaron que el ejército israelí no entrase en los campos de refugiados palestinos y que las falanges libanesas fueran enviadas para realizar este trabajo. Tan solo un miembro más del ejecutivo israelí fue consultado a este respecto: el ministro de Asuntos Exteriores Isaac Shamir. Poco después de las 6:00 del 15 de septiembre de 1982, dos divisiones del ejército israelí al mando del ministro de Defensa Ariel Sharón se adentraron en Beirut occidental, encontrando poca o ninguna resistencia por parte de los habitantes de la zona. Este movimiento suponía la ruptura de un acuerdo con los Estados Unidos que comprometía a Israel a no ocupar esta zona de la ciudad, así como una violación del alto el fuego.
Fawwaz Traboulsi escribe que, aunque la masacre se presentó al público como una reacción al asesinato de Bashir Gemayel, supuso la consecución a título póstumo de su «solución radical» para los palestinos del Líbano, de quienes pensaba que había «demasiadas personas» en la región. Posteriormente, la revista mensual del ejército israelí Skira Hodechith escribió que las Fuerzas Libanesas esperaban provocar «el éxodo general de la población palestina» y tenían como objetivo crear un nuevo equilibrio demográfico en el Líbano que favoreciese a los cristianos.

## La masacre

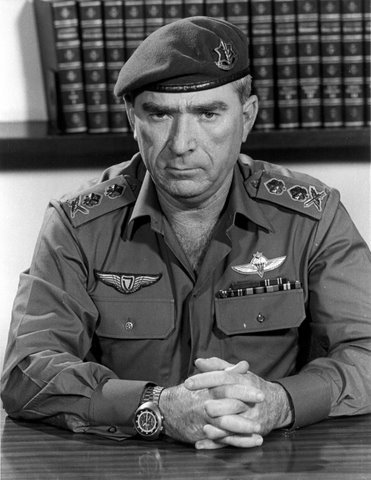
Rafael Eitan, jefe del Estado Mayor del ejército israelí.

La noche del 14 al 15 de septiembre de 1982, el jefe del Estado Mayor del ejército israelí, Rafael Eitan, voló a Beirut y se dirigió inmediatamente al cuartel general de las falanges libanesas, donde ordenó a sus líderes que llevasen a cabo una movilización general de sus fuerzas y que se preparasen para tomar parte en el inminente ataque israelí sobre Beirut Oeste. En el marco del plan israelí, los soldados israelíes tenían que controlar el perímetro de los campamentos de refugiados y prestar apoyo logístico, mientras que los milicianos falangistas debían entrar a los campamentos, encontrar combatientes de la OLP y entregarlos a las fuerzas israelíes. También les ordenó que impusiesen un toque de queda general sobre todas las áreas bajo su control y que nombrasen a un oficial de enlace que se habría de emplazar en el puesto de mando avanzado del ejército israelí. Eitan les informó de que el ejército israelí no entraría en los campamentos de refugiados, sino que esta tarea debía ser realizada por las fuerzas falangistas. Los líderes de la milicia le respondieron que harían falta veinticuatro horas para organizar la movilización.
La mañana del miércoles 15 de septiembre, el ministro de Defensa israelí, Ariel Sharón, que también había viajado a Beirut, se reunió con Eitan y con el puesto de mando avanzado del ejército israelí en el tejado de un edificio de cinco pisos, a unos 200 m al suroeste del campamento de refugiados palestinos de Chatila. En este puesto se había instalado un potente telescopio que permitía ver con precisión gran parte del campamento, incluidas las zonas donde posteriormente se encontrarían pilas de cadáveres. A la reunión también asistieron el ayudante de Sharón (Avi Duda’i), el director de la Inteligencia Militar (Yehoshua Saguy), un oficial de alto rango del Mossad, el general Amir Drori, el general Amos Yaron, un oficial de inteligencia, el director del Shin Bet (Avraham Shalom), el subjefe del Estado Mayor (general Moshe Levi) y otros oficiales de alto rango. En la reunión se acordó que las falanges libanesas se adentrasen en los campos de refugiados palestinos. Según el informe de la Comisión Kahan, a lo largo del día se dirigieron disparos y se lanzaron cohetes RPG-7 contra esta posición del puesto de mando avanzado provenientes de los campos de Sabra y Chatila, que continuaron en menor medida durante el jueves 16 y el viernes 17 de septiembre. El informe también decía que para el jueves por la mañana, la lucha ya había terminado y todo estaba «calmado y tranquilo».

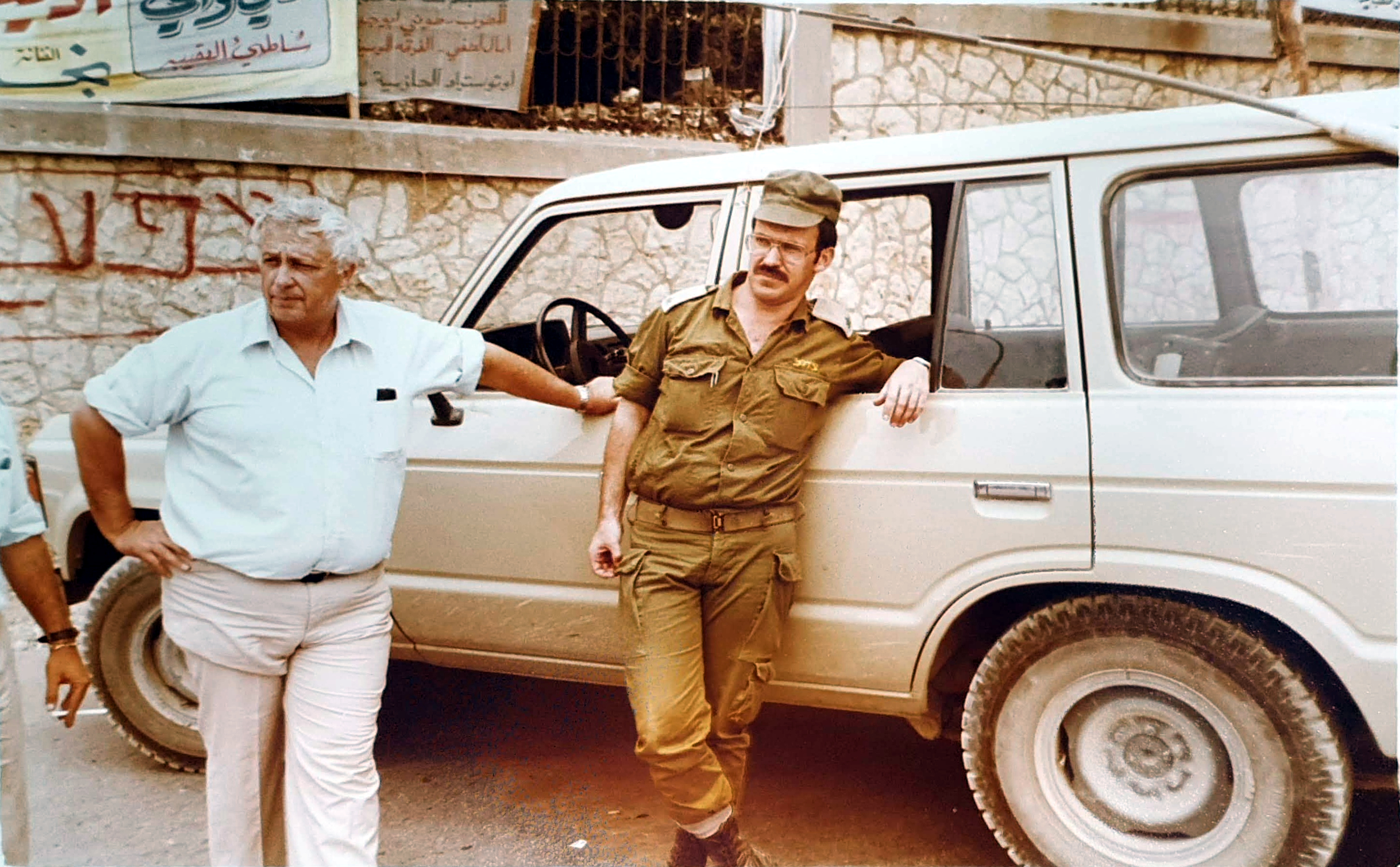
Ariel Sharón y Oded Shamir en las afueras de Beirut.

Tras el asesinato del presidente cristiano del Líbano, Bashir Gemayel, las falanges libanesas buscaban venganza. En la tarde del 15 de septiembre, los campamentos de refugiados de Sabra y Chatila habían sido rodeados por el ejército israelí, que estableció puestos de control en las entradas y salidas y puestos de observación en una serie de edificios altos. Entre estos se encontraba el edificio de siete plantas de la embajada kuwaití que, según la revista Time, tenía «una vista panorámica despejada» de Sabra y Chatila. Horas más tarde, los tanques del ejército israelí comenzaron a bombardear los campamentos de refugiados.
En la mañana siguiente, 16 de septiembre, llegó la sexta orden del ejército israelí con referencia al ataque sobre Beirut Oeste, que especificaba que «no se debe entrar en los campos de refugiados. Las búsquedas y la limpieza de los campamentos serán realizadas por el ejército falangista».
Según Linda Malone, del Jerusalem Fund, Ariel Sharón y el jefe del Estado Mayor Rafael Eitan se reunieron con las unidades de las milicias falangistas y les invitaron a entrar en los campamentos de Sabra y Chatila después de afirmar que la OLP era la responsable del asesinato de Gemayel. La reunión terminó a las 15:00 del 16 de septiembre.
El campamento de refugiados de Chatila había sido con anterioridad uno de los tres campos de entrenamiento de la OLP para milicianos extranjeros y, en concreto, el principal campo de entrenamiento para combatientes europeos. Los israelíes mantenían que todavía quedaban unos dos mil o tres mil milicianos en los campos, pero que no deseaban arriesgar la vida de más soldados suyos después de que el ejército libanés se negase repetidamente a «hacer limpieza». Sin embargo, no ofrecieron ninguna prueba de ello. Solo se envió un pequeño número de fuerzas a los campos y sufrieron bajas mínimas.
Una hora más tarde, mil quinientos milicianos cristianos se reunieron en el Aeropuerto Internacional de Beirut, por aquel entonces ocupado por el ejército israelí. Bajo las órdenes de Elie Hobeika, comenzaron a moverse hacia la zona en automóviles proporcionados por el ejército israelí e incluso con algunas armas también israelíes, siguiendo órdenes israelíes sobre cómo entrar en los campamentos. Las fuerzas eran sobre todo falangistas, aunque algunos de ellos eran hombres del Ejército del Sur del Líbano de Saad Haddad. Según Ariel Sharón y el guardaespaldas de Hobeika, a los falangistas se les dieron órdenes «claras y secas» de que no hirieran a civiles. Sin embargo, por entonces ya se sabía que los falangistas suponían un riesgo de seguridad especial para los palestinos. En la edición del 1 de septiembre del periódico del ejército israelí, Bamahane, se había publicado que un falangista le había dicho a un oficial israelí: «La cuestión que nos estamos planteando es ¿cómo empezar? ¿violando o matando?». Un enviado de los Estados Unidos a Oriente Medio expresó su horror al conocer los planes de Sharón de enviar a los falangistas a los campamentos de refugiados y los propios oficiales israelíes reconocieron que la situación podía desencadenar una «matanza implacable». 
La primera unidad de 150 falangistas entró en los campamentos de Sabra y Chatila a las 18:00 armada con pistolas, cuchillos y hachas. En la batalla que sucedió entonces, testigos palestinos afirman que se alineó a hombres palestinos para su inmediato fusilamiento. Durante la noche, las fuerzas israelíes dispararon bengalas para iluminar la zona. Según una enfermera neerlandesa, el campo estaba tan iluminado como «un estadio durante un partido de fútbol».

A las 19:30 se reunió el gabinete de gobierno israelí, momento en el que se les informó de que los comandantes falangistas habían recibido comunicación de que sus hombres tenían que participar en la operación y en los combates, así como adentrarse en Sabra mientras que el ejército israelí garantizaría el éxito de la operación pero no participaría en ella. Los falangistas debían entrar en los campamentos «por sus propios métodos». Después del asesinato de Gemayel quedaban dos posibilidades: o las falanges se desmoronaban o buscaban venganza. De hecho, ya habían matado a drusos como venganza ese mismo día. En cuanto a esta segunda posibilidad, en la reunión se afirmó que «será una erupción como no hemos visto nunca antes; ya puedo ver en sus ojos lo que esperan». El propio hermano de Gemayel había clamado venganza en su funeral, poco antes. David Levy, a la sazón Vice primer ministro de Israel, comentó que «los falangistas ya se están adentrando en un determinado barrio —y sé lo que significa la palabra “venganza” para ellos, qué tipo de masacre es. Entonces nadie creerá que fuimos allí a poner orden, y se nos culpará de lo que suceda. Por lo tanto, creo que es posible que nos encontremos en una situación en la que se nos culpe y en la que nuestras explicaciones no se sostengan». Tras la reunión del gabinete se emitió una nota de prensa que decía:
“Después del asesinato del presidente electo Bashir Gemayel, el ejército israelí ha tomado posiciones en Beirut Oeste para detener el riesgo de violencia, de derramamiento de sangre y caos, dado que unos 2.000 terroristas, equipados con armas pesadas y modernas, han permanecido en Beirut en flagrante violación de los acuerdos de evacuación”.
Un oficial de inteligencia israelí que se encontraba en un puesto avanzado, en un intento de obtener información de las actividades de los falangistas, ordenó dos acciones distintas para averiguar lo que estaba sucediendo. La primera no dio resultado. La segunda produjo un informe a las 20:00 que provenía del tejado en el que se encontraba el puesto avanzado. Este informe afirmaba que el oficial de enlace de los falangistas había oído de un hombre dentro del campamento que tenían a 45 personas detenidas y preguntaba qué debía hacer con ellas. El oficial de enlace le dijo que hiciese con ellas, más o menos, «la voluntad de Dios». El oficial de inteligencia israelí recibió toda esta información a las 20:00, pero no la transmitió a nadie más.
El teniente Elul testificó que, más o menos a la misma hora o un poco antes, sobre las 19:00, había oído una conversación de radio entre uno de los falangistas del campamento y su comandante Hobeika en la que el primero preguntaba qué hacer con cincuenta mujeres y niños que habían sido apresados. La respuesta de Hobeika fue: «Esta es la última vez que me vas a hacer una pregunta así; sabes exactamente lo que hacer». Otros falangistas que se encontraban en el tejado comenzaron a reírse. Entre los israelíes se encontraba el general Amos Yaron, Comandante de División, que preguntó al teniente Elul, su jefe de Gabinete, de qué iban esas risas. Elul tradujo lo que Hobeika había dicho. Yaron tuvo entonces una conversación de cinco minutos, en inglés, con Hobeika. Se desconoce qué se dijo en ella.
La Comisión Kahan determinó que las pruebas apuntaban a «dos informes distintos y separados», destacó que Yaron mantuvo que creía que ambos aludían al mismo incidente y que apuntaba a «45 terroristas muertos». A la misma hora, las 20:00, llegó un tercer informe del oficial de enlace de las falanges, quien en presencia de numerosos oficiales israelíes, incluido el general Yaron, afirmó en el comedor que en dos horas los falangistas habían asesinado a trescientas personas, incluidos civiles. Algo más tarde volvió el mismo oficial de enlace y cambió el número, de trescientos a ciento veinte.
A las 20:40, el general Yaron mantuvo una sesión informativa, tras la cual el Oficial de Inteligencia de la División declaró que parecía que no había terroristas en el campamento de Chatila y que los falangistas se encontraban dudosos sobre lo que hacer con las mujeres, los niños y los ancianos que habían agrupado: o llevarlos a algún otro lugar o hacer lo que les habían dicho, algo que habían escuchado decir al oficial de enlace de las falanges: «haced lo que os diga el corazón, porque todo viene de Dios». Yaron interrumpió al oficial y dijo que él lo había comprobado y que «no hay problema alguno», y que con respecto a esa gente, «no, no les harán daño». Yaron testificaría posteriormente que se había mostrado escéptico con los informes y que, en cualquier caso, él ya les había dicho a los falangistas que no hiciesen daño a los civiles. A las 21:00, el mayor Amos Gilad predijo durante un debate en el mando norte que más que una limpieza de terroristas, lo que iba a tener lugar era una masacre, e informó a sus superiores de que ya se había asesinado a entre ciento veinte y trescientos personas hasta ese momento.

Un nuevo informe llegó a las 23:00 al cuartel general del ejército israelí en Beirut oriental, y en este se informaba del asesinato de trescientas personas, incluidos civiles. El informe se reenvió a los cuarteles generales de Tel Aviv y Jerusalén, así como a la oficina del Jefe de Gabinete del director de la Inteligencia Militar, teniente coronel Hevroni. Recibido a las 5:30 del día siguiente, el informe fue visto por más de veinte oficiales de alto rango del ejército israelí. Entonces, sobre las 6:15, lo envió a su casa. Esa misma mañana, un historiador del ejército israelí copió una nota que después desaparecería y que había encontrado en el Comando Norte en Aley.
Durante la noche, los falangistas se adentraron en los campamentos de refugiados de Sabra y Chatila. Aunque se había acordado que no harían daño a civiles, estos fueron “masacrados”. No actuaron de una manera ordenada sino que se dispersaron. Tuvieron bajas, incluidos dos muertos. Se organizarán para operar de una manera más ordenada —nos encargaremos de que sean trasladados a la zona”.

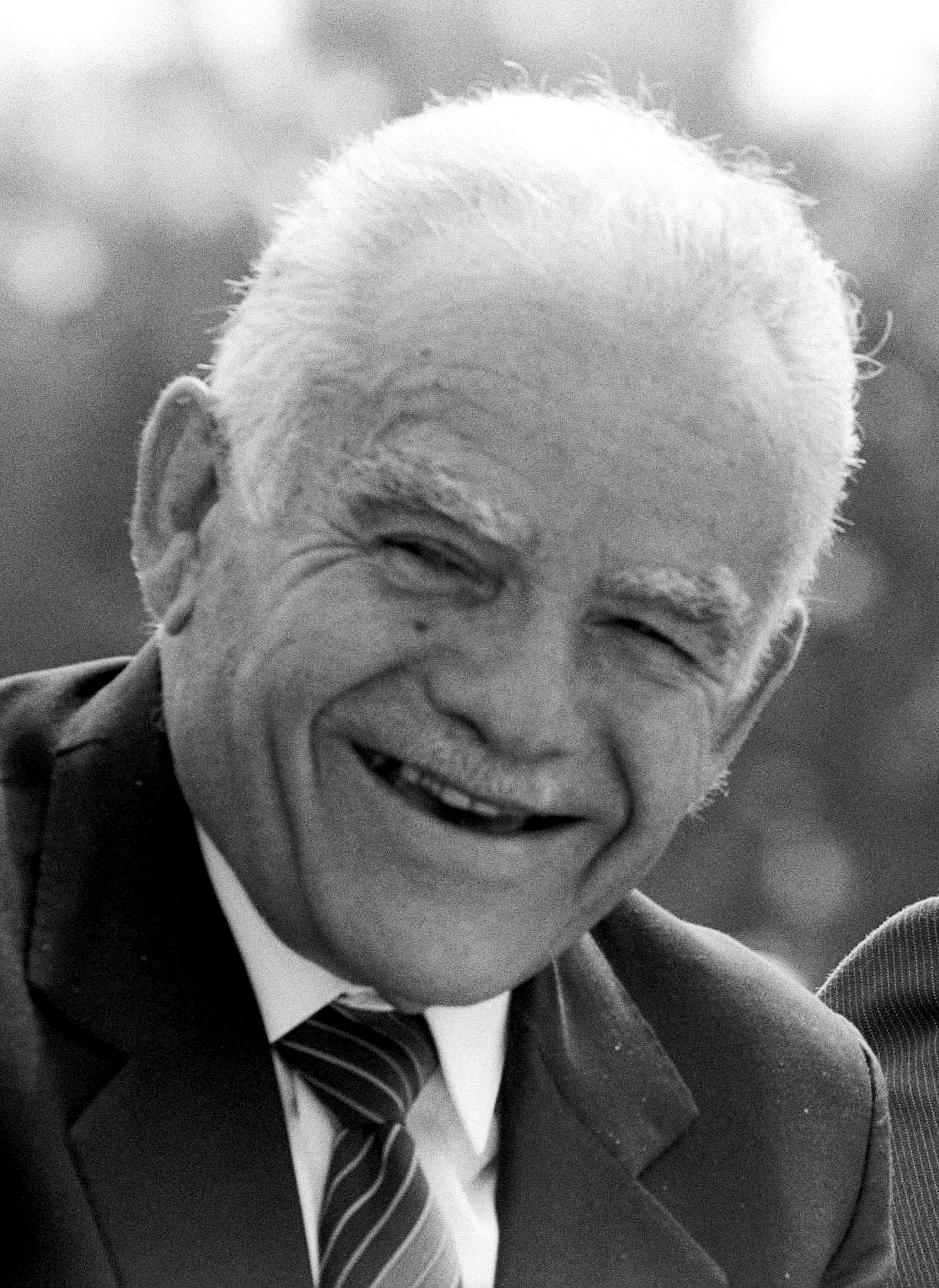
Isaac Shamir, ministro de Asuntos Exteriores de Israel.

A la mañana siguiente, entre las 8:00 y las 9:00, numerosos soldados israelíes apostados cerca de los campamentos advirtieron que los refugiados estaban siendo asesinados. Un comandante segundo de un tanque ubicado a unos 180 m de distancia, el teniente Grabowski, vio a dos falangistas golpeando a dos hombres jóvenes que fueron llevados de vuelta al campamento, tras lo cual escuchó varios disparos y vio a los soldados salir de nuevo. Un poco más tarde, vio que los falangistas habían asesinado a un grupo de cinco mujeres y niños. Cuando declaró que deseaba hacer un informe de lo que había presenciado, los miembros de la tripulación del tanque le avisaron de que ya habían oído una comunicación que informaba al comandante del batallón de que los civiles estaban siendo asesinados, y que este había respondido: «lo sabemos, no nos gusta, no interfiráis».

Sobre las 8:00, el corresponsal militar Ze’ev Schiff recibió un soplo de una fuente en el Cuartel General de Tel Aviv por el que supo que había habido una masacre en los campamentos. Intentó obtener confirmación de la noticia durante horas, pero no obtuvo más respuesta que «hay algo». A las 11:00 se reunió con Mordechai Tzipori, ministro de Comunicaciones, y le transmitió la información de que disponía. Incapaz de hablar por teléfono con la Inteligencia Militar, Tzipori se puso en contacto con Isaac Shamir a las 11:19 y le pidió que comprobase los informes que indicaban que los falangistas habían llevado a cabo una masacre en los campamentos. Sin embargo, Shamir testificó que solo recordaba que Tzipori le había informado de la muerte de tres o cuatro soldados israelíes, pero no hizo mención alguna a una masacre o carnicería, sino a una «conducta violenta». No hizo comprobación alguna porque le dio la impresión de que la llamada de Tzipori tenía como objetivo informarle de las bajas israelíes. A las 12:30, en una reunión con diplomáticos estadounidenses, Shamir no hizo mención alguna de lo que Tzipori le había comentado, diciendo solamente que esperaba noticias sobre la situación de Beirut occidental de parte de Ariel Sharón, del jefe de la Inteligencia Militar y del estadounidense Morris Draper. En una reunión a mediodía, Sharón insistió en que hacía falta una limpieza de los terroristas. Los estadounidenses presionaron para que interviniese el ejército libanés y para que las tropas israelíes se retirasen inmediatamente, a lo que Sharón respondió:
De verdad que no lo entiendo, ¿qué es lo que queréis? ¿Queréis que los terroristas se queden? ¿Tenéis miedo de que alguien piense que estabais confabulados con nosotros? Negadlo. Nosotros lo negamos.
Tras eso añadió que nada sucedería, salvo quizás la muerte de algunos terroristas más, lo cual beneficiaría a todos. Shamir y Sharón acordaron finalmente una retirada gradual para cuando terminase el año nuevo judío, dos días más tarde. Draper entonces les advirtió:
Por supuesto, el ejército israelí va a permanecer en Beirut occidental y dejarán que los libaneses vayan y maten a los palestinos en los campamentos.
A lo que Sharón respondió:
Bueno, pues nosotros los mataremos. No se quedarán ahí. Tú no los vas a salvar. Tú no vas a salvar a estos grupos del terrorismo internacional. (…) Si no quieres que los libaneses los maten, nosotros los mataremos.

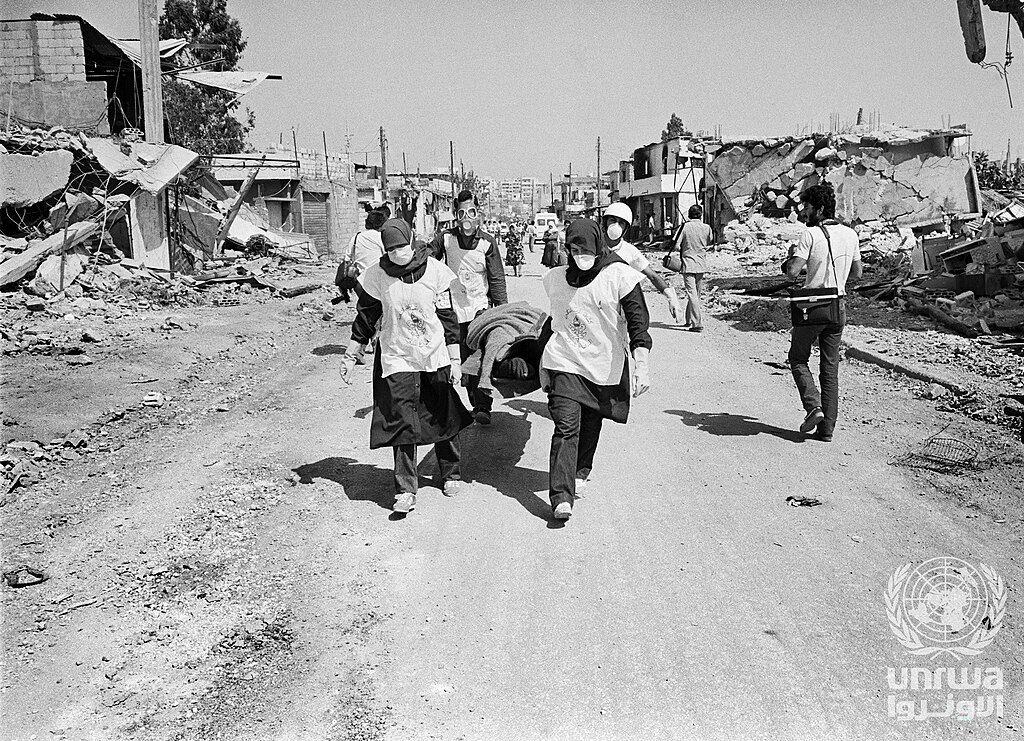
Personal médico traslada un cadáver tras la masacre (20 de septiembre de 1982)

Esa tarde, antes de las 16:00, el teniente Grabowski envió a uno de sus hombres a preguntar a un falangista por qué estaban asesinado a los civiles, quien le respondió que las embarazadas iban a parir niños que crecerían y se convertirían en terroristas.

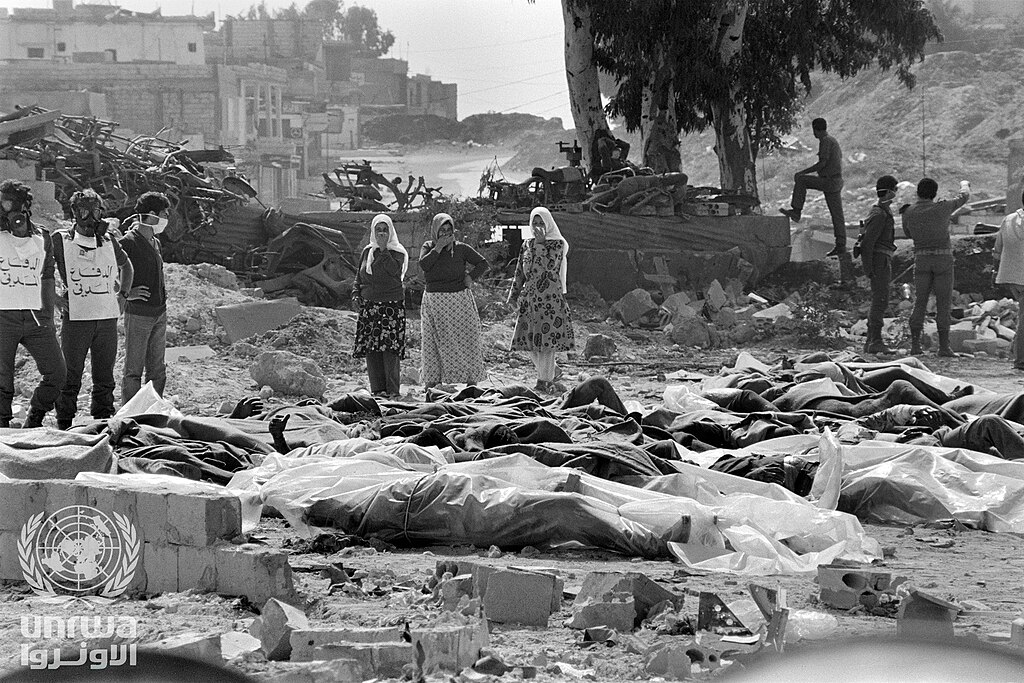
Cadáveres acumulados en el campamento dos días después de la masacre

En el aeropuerto de Beirut, el periodista Ron Ben-Yishai oyó a numerosos oficiales israelíes afirmar que habían oído que se habían llevado a cabo asesinatos en los campamentos. A las 11:30 telefoneó a Ariel Sharon para informarle de los rumores, quien le dijo que ya había oído esas historias del jefe del Estado Mayor. A las 16:00, en una reunión con los líderes falangistas en la que estuvo presente el Mosad, el jefe del Estado Mayor israelí afirmó que tenía una «impresión positiva» de su comportamiento en el campo y de lo que los falangistas habían informado, y les pidió que siguieran «limpiando los campamentos vacíos» hasta las 5:00, pues a partir de ese momento deberían desistir por las presiones estadounidenses. Según la investigación de la Comisión Kahan, ni falangistas ni israelíes se informaron entre sí de los rumores o informes que hablaban de la manera en la que se estaba tratando a los civiles. Entre las 18:00 y las 20:00, el personal del Ministerio de Asuntos Exteriores israelí, tanto en Beirut como en Israel, comenzó a recibir informes de parlamentarios estadounidenses en los que declaraban que se había observado a falangistas en los campamentos y de que su presencia allí probablemente causaría problemas. Después de volver a Israel, el Jefe del Estado Mayor habló con Ariel Sharon entre las 20:00 y las 21:00 y, según Sharón, le informó de que «los libaneses han ido demasiado lejos» y de que «los cristianos han atacado a la población civil más de lo que se podría haber esperado». Poco después hubo una reunión entre el jefe del Estado Mayor de Israel y los líderes falangistas.
La mañana del viernes 17 de septiembre, las tropas israelíes que rodeaban los campamentos de Sabra y Chatila ordenaron a las falanges que detuviesen su operación, preocupadas por los informes de una masacre. Dos falangistas resultaron heridos, uno en la pierna y otro en la mano. Las investigaciones que se llevaron a cabo después de la masacre encontraron pocas armas en los campamentos.

## Testimonios de corresponsales extranjeros

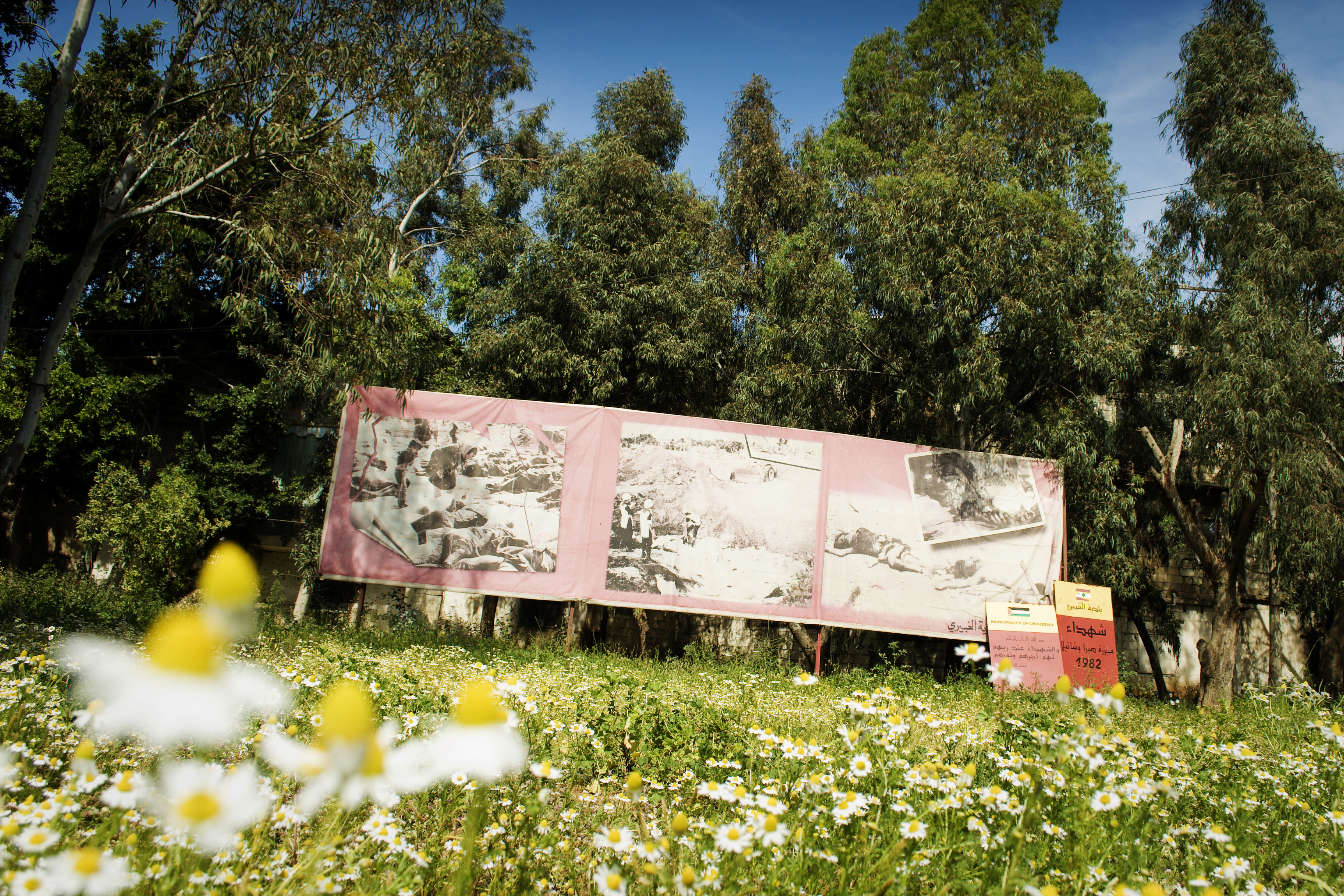
La plaza de los Mártires, en el campamento de Chatila, que marca uno de los lugares en los que fueron fusilados jóvenes palestinos.

El 17 de septiembre, cuando aún estaban sellados los campamentos de Sabra y Chatila, un pequeño grupo de observadores independientes se las arregló para adentrarse en ellos. Entre estos observadores se encontraba Gunnar Flakstad, un periodista y diplomático noruego que fue testigo de las operaciones de limpieza de las falanges, incluida la retirada de cadáveres de las casas destruidas en el campamento de Chatila.
Muchos de los cuerpos descubiertos habían sido sometidos a importantes mutilaciones. Se había castrado a los hombres jóvenes, algunos de los cuales habían sido sometidos también a escalpelamiento mientras que otros tenían una cruz cristiana esculpida con cuchillos en sus cuerpos. 
Janet Lee Stevens, una periodista estadounidense, escribió con posterioridad a su marido, el doctor Franklin Lamb: «Vi mujeres muertas en sus casas con las faldas subidas hasta la cintura y las piernas abiertas; docenas de hombres jóvenes fusilados después de haber sido colocados en fila contra la pared de una calle; niños degollados, una mujer embarazada con su tripa rajada y sus ojos todavía abiertos por completo, su cara oscurecida gritando en silencio por el horror; incontables bebés y niños pequeños que habían sido apuñalados y destrozados y a los que habían arrojado a pilas de basura».  
Thomas Friedman, que entró en los campos el sábado 18, encontró grupos de hombres jóvenes con sus manos y pies atados, que habían sido puestos en fila y ametrallados en un estilo que recordaba a los asesinatos de la mafia, no al tipo de muerte al que, en su opinión, se habrían enfrentado los supuestos dos mil milicianos del campamento.

Antes de la masacre se había informado de que el líder de la OLP, Yasir Arafat, había solicitado el regreso a Beirut de las tropas internacionales de Italia, Francia y los Estados Unidos para que protegiesen a los civiles. Estas fuerzas acababan de supervisar la salida de Beirut de Arafat y de los milicianos palestinos de la OLP. Italia expresó su «gran preocupación» por «el nuevo avance israelí», pero no tomó ninguna medida para que sus fuerzas volvieran a Beirut. The New York Times había informado en septiembre de 1982:
Yaser Arafat, líder de la Organización para la Liberación de Palestina, exigió hoy a los Estados Unidos, Francia e Italia que enviasen a sus tropas de vuelta a Beirut para proteger a sus habitantes de Israel. (…) “La dignidad de estos tres ejércitos y el honor de sus países está en juego”, dijo Arafat en su rueda de prensa. “Yo pregunto a Italia, Francia y los Estados Unidos: ¿Qué hay de vuestra promesa de proteger a los habitantes de Beirut?”.
El diario israelí Yedioth Ahronoth escribió: «El jueves y el viernes por la mañana, los ministros y funcionarios [de Israel] ya sabían acerca de la matanza, y nada hicieron para detenerla. El gobierno lo sabía desde la noche del jueves y no movió un dedo ni hizo nada para impedirla».

## Consecuencias

### Número de víctimas

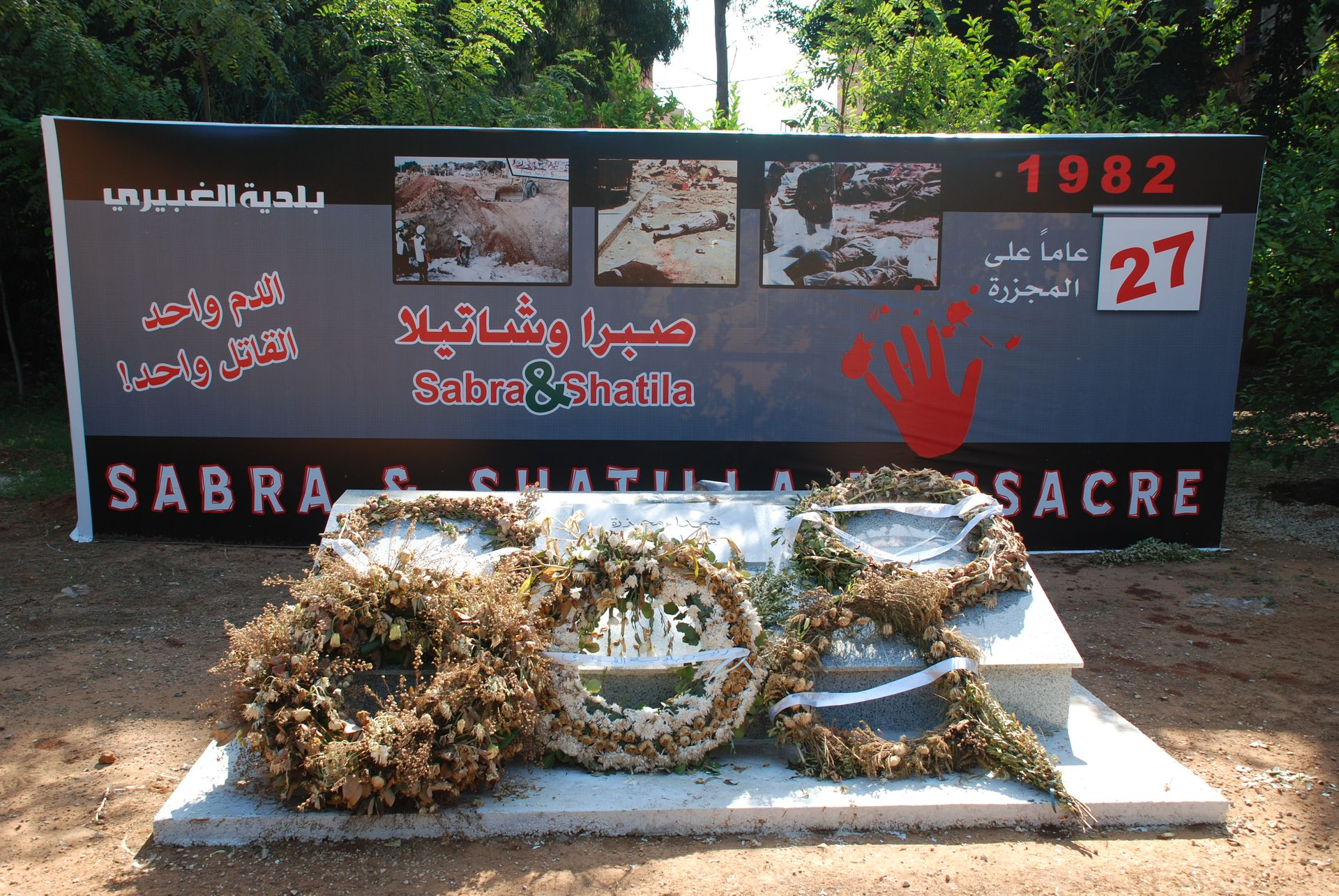
Monumento conmemorativo en recuerdo de las víctimas de la masacre.

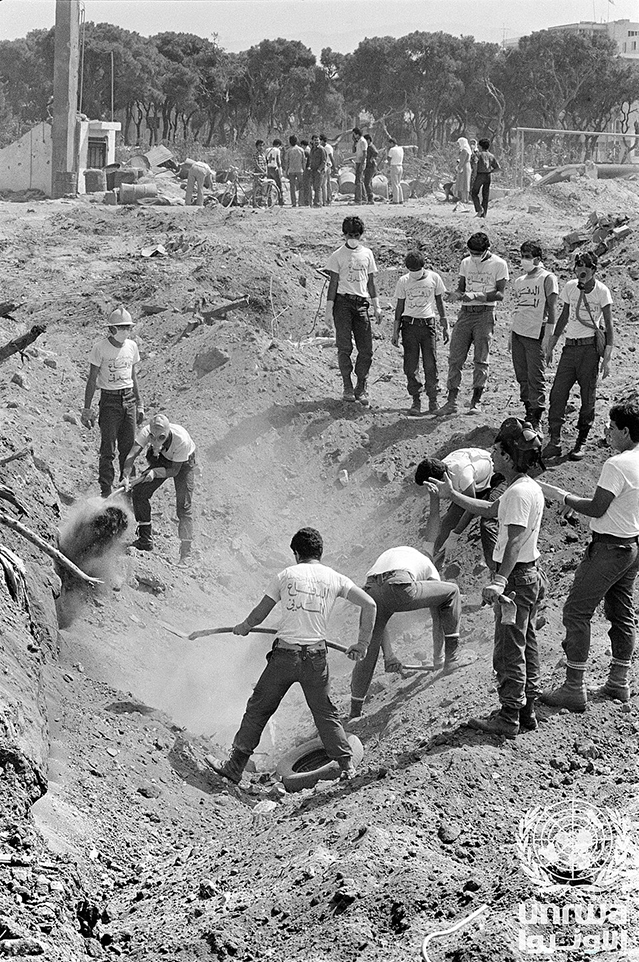
Hombres cavan una fosa común para los miles de víctimas civiles de la masacre de Sabra y Chatila de 1982.

El fiscal jefe del ejército libanés, Assad Germanos, investigó los asesinatos pero, siguiendo órdenes de sus superiores, no convocó a testigos libaneses. Además, los supervivientes palestinos de los campamentos tenían miedo de testificar y los falangistas libaneses tenían prohibido expresamente hacerlo. Según las distintas fuentes varía el número de víctimas:
- El informe de Germanos estableció que habían muerto 460 personas (incluidos 15 mujeres y 12 niños).
- Los servicios de inteligencia israelíes calcularon entre 700 y 800 muertos.
- Según la ONG israelí B'Tselem y las Jewish Virtual Library 800 víctimas mortales.[46]
- Según la ONG palestina PCR en un monumento conmemorativo más de 3500 víctimas.[47]
- Según la Cruz Roja Libanesa en informe inmediatamente posterior a la ONU más de 3000.

¿Cuantos muertos hubo?
El personal de la Cruz Roja libanesa contó más de 3.000 cadáveres, sin incluir los cuerpos que las topadoras cubrieron de escombros el sábado a la mañana. La fosa común de 150 pies por 150 pies por 25 pies de profundidad preparada por el ejército libanés y la Cruz Roja para recibir los cadáveres está llena.
Carta de fecha 7 de diciembre de 1982 dirigida al Secretario General por el Representante Permanente de Jordania ante las Naciones Unidas

- Se emitieron unos 1200 certificados de defunción para todo aquel que pudo aportar tres testigos de que un miembro de su familia había desaparecido durante la masacre.
- Según la BBC, «al menos 800 palestinos murieron».
- Por su parte, Bayan Nuwayhed al-Hout, en su libro Sabra y Chatila, septiembre de 1982, aporta una cifra de 1300 víctimas que se basa en la comparación pormenorizada de diecisiete listas de víctimas y en otras pruebas, aunque calcula que la cifra pudo ser incluso mayor.
- Robert Fisk escribió que «tras tres días de violaciones, luchas y ejecuciones brutales, las milicias dejaron finalmente los campamentos con 1.700 muertos».
- Finalmente, en un libro publicado poco después de la masacre, el periodista israelí del Le Monde diplomatique Amnon Kapeliouk calculó por fuentes oficiales y de la Cruz Roja que unos dos mil cuerpos habían sido encontrados después de la masacre y añadió que, aproximadamente entre 1.000 y 1.500 cadáveres más habían sido recogidos por los falangistas, lo que aportaba una cifra final de entre 3000 y 3500.

### Condena internacional

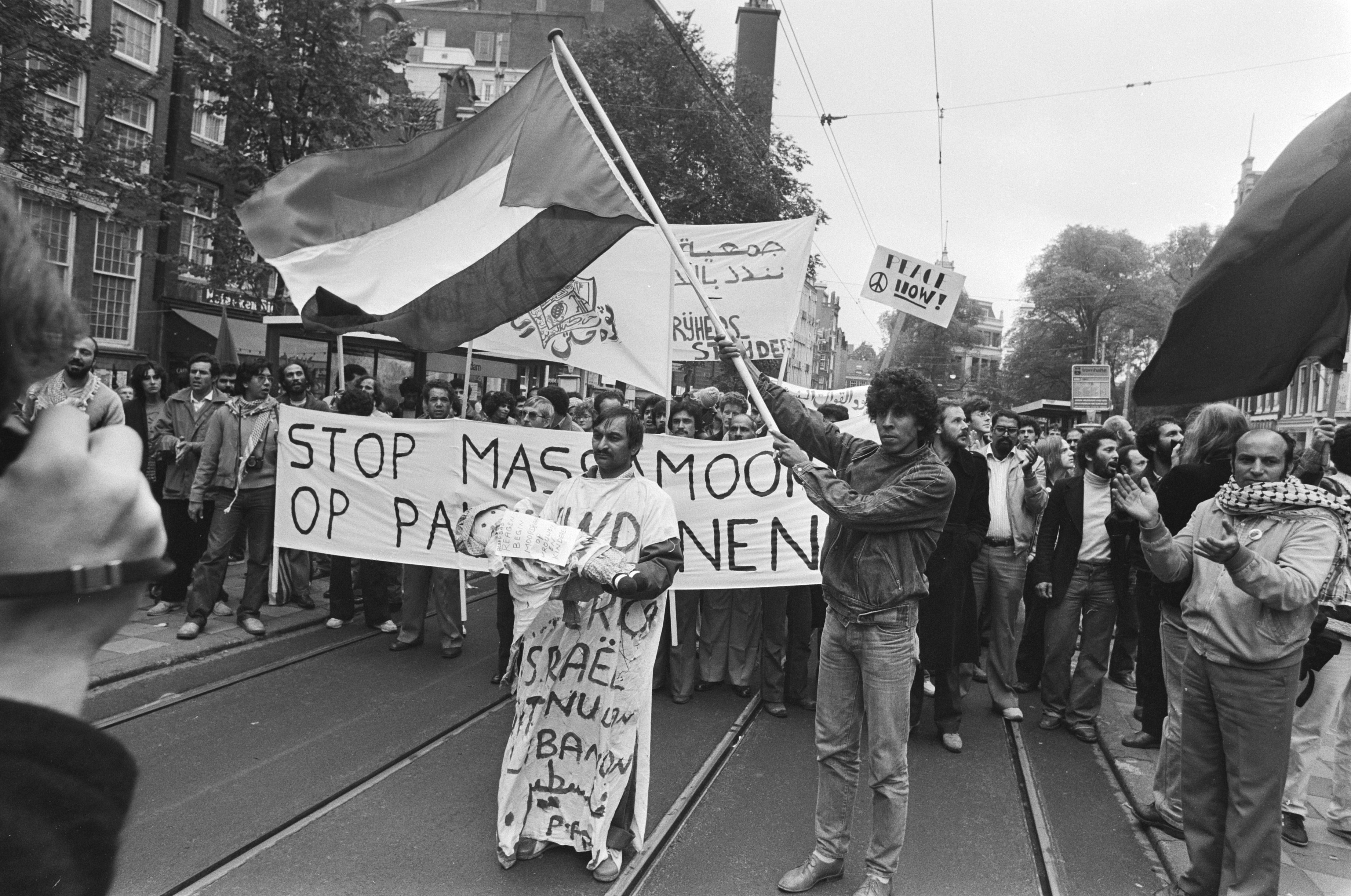
Manifestantes protestando contra la masacre.

El 16 de diciembre de 1982, la Asamblea General de las Naciones Unidas condenó la masacre y la declaró un acto de genocidio. La resolución 37/123 se aprobó con 123 votos a favor, 0 en contra, 22 abstenciones y 12 ausencias. El representante de Canadá en la ONU declaró: «desde nuestro punto de vista, el término genocidio no puede aplicarse a este acto inhumano en particular». El representante de Singapur, que había votado a favor de la resolución, añadió: «mi delegación lamenta el uso del término “acto de genocidio” (…) dado que el término genocidio se usa para referirse a actos cometidos con la intención de destruir, en su totalidad o solo en parte, un grupo nacional, étnico, racial o religioso». Tanto Canadá como Singapur cuestionaron que la Asamblea General fuese competente para determinar si un acto así podía constituir un genocidio. La Unión Soviética, sin embargo, aseveró que «la palabra para lo que Israel está haciendo en territorio libanés es genocidio. Su propósito es destruir a los palestinos como nación». El representante de Nicaragua declaró que «es difícil de creer que un pueblo que sufrió tanto de las políticas nazis de exterminio a mediados del siglo XX usase los mismos argumentos y métodos fascistas y genocidas contra otros pueblos». El representante de los Estados Unidos declaró que «aunque lo criminal de la masacre es incuestionable, calificar esta tragedia de genocidio tal y como está definido en la Convención de 1948 es un abuso serio y temerario del lenguaje».

### Consecuencias políticas para Israel

#### En Israel
El hecho produjo un gran escándalo internacional y conmovió a la opinión pública israelí, produciendo una profunda crisis política. Una semana después de la tragedia, el 25 de septiembre, unas 400 000 personas se manifestaron en Tel Aviv —la manifestación más grande en la historia del país—, convocadas por el movimiento pacifista Paz Ahora y por la oposición israelí. Exigían responsabilidades, dimisiones y una investigación independiente que aclarase lo sucedido. Menájem Beguín, que en un principio se había negado a establecer una comisión de investigación sobre el papel del ejército israelí en las masacres, se vio totalmente desbordado y accedió, tres días después de las manifestaciones, a la creación de una comisión encargada al presidente del Tribunal Supremo, Yitzhak Kahan, que sería conocida en adelante como la Comisión Kahan.

#### En el mundo

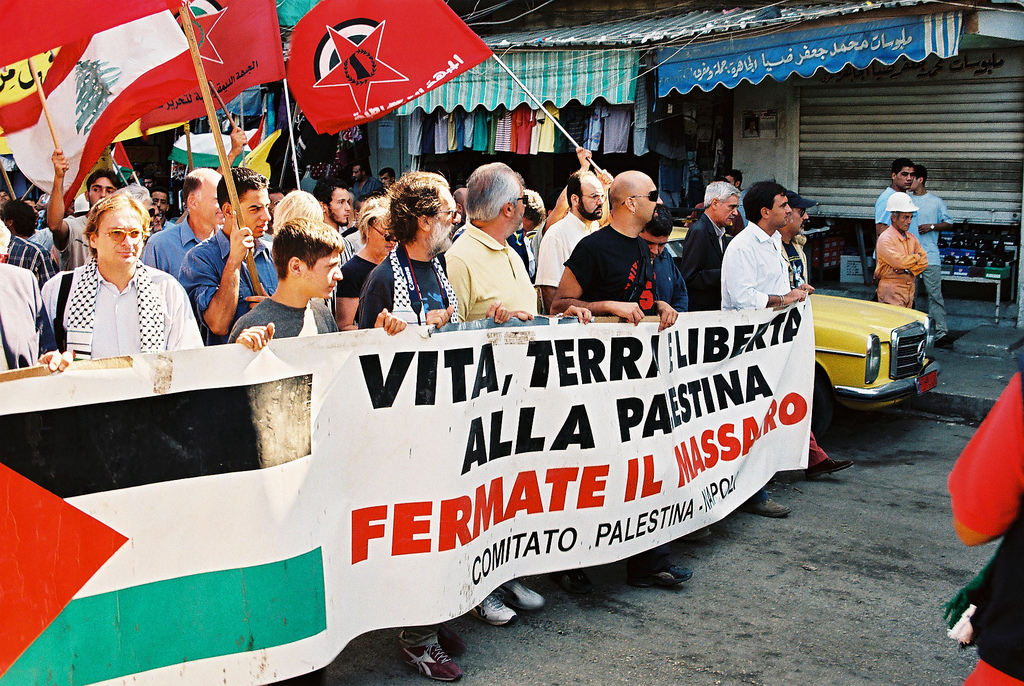
Manifestantes italianos protestando contra la masacre.

En Europa la noticia de la masacre en los campamentos de refugiados fue recibida con diversas reacciones. En Italia hubo protestas, mientras que en Francia, el 21 de septiembre, un grupo de maestros del Liceo Voltaire, una de las principales escuelas secundarias francesas, pararon todas las clases entre las 10 de la mañana y el mediodía. Se redactaron dos cartas, una para el presidente francés y para la OLP y la otra a la embajada israelí en París. Las cartas fueron leídas por los estudiantes de la escuela reunidos en el patio. Hay que recordar que tanto Italia como Francia, junto con los Estados Unidos, eran los países que conformaban la fuerza multinacional que se había comprometido a garantizar la seguridad de los refugiados palestinos en Beirut.

### Comisiones de investigación

#### Comisión MacBride
La comisión independiente encabezada por el Premio Nobel de la Paz Seán MacBride, sin embargo, concluyó que el concepto de «genocidio» era aplicable al caso dado que la intención de aquellos que perpetraron la masacre era «la destrucción deliberada de los derechos y las identidades culturales y nacionales del pueblo palestino». Diversos judíos a lo largo del mundo también denunciaron la masacre como un genocidio.
El informe de la comisión MacBride, titulado Israel en el Líbano, concluyó que las autoridades o las fuerzas israelíes eran responsables de las masacres y de otros asesinatos cometidos por las falanges libanesas en los campamentos de Sabra y Chatila de Beirut durante los días 16, 17 y 18 de septiembre. A diferencia de la Comisión Kahan, la comisión MacBride no trabajó con la idea de distintos grados de responsabilidad, es decir, responsabilidad directa o responsabilidad indirecta.

#### Comisión Kahan
Israel creó su propia comisión de investigación, conocida como la Comisión Kahan, que dictaminó que el papel de Israel en la masacre solo suponía una responsabilidad “indirecta”. Para el periodista británico David Hirst, Israel creó el concepto de «responsabilidad indirecta» para hacer que su implicación y responsabilidad parecieran menores. Hirst afirmó que solo a través de errores y omisiones en el análisis de la masacre se consiguió que el veredicto de la comisión pudiese alcanzar la conclusión de una responsabilidad indirecta.

##### La “responsabilidad personal” de Ariel Sharón
La Comisión Kahan dictaminó que el ministro de Defensa de Israel, Ariel Sharón, había tenido una responsabilidad personal «por ignorar el peligro de venganza y derramamiento de sangre» y por «no adoptar las medidas apropiadas para evitar el derramamiento de sangre». La negligencia de Sharón a la hora de proteger a la población civil de Beirut, que por aquel entonces estaba bajo control israelí, suponía el incumplimiento del deber que se le encarga a un ministro de Defensa, por lo que se recomendó que Sharón fuese despedido del cargo.
En un primer momento, Ariel Sharón se negó a dimitir y Menájem Beguín se negó a despedirlo. Solamente se llegó a una solución de compromiso después de que el profesor pacifista Emil Grunzweig muriese por una granada lanzada por un ultraderechista israelí a una manifestación de Paz Ahora en la que también resultaron heridas otras diez personas más. Sharón dimitió como ministro de Defensa, pero permaneció en el gabinete como ministro sin cartera. Pese a las claras conclusiones de la Comisión Kahan, Ariel Sharón llegó a ser primer ministro de Israel años después. Una encuesta reveló que el 51,7 % de los israelíes entrevistados calificaba los resultados de la Comisión Kahan como demasiado duros, mientras que solo el 2,17 % los consideraba demasiado indulgentes.

##### Otras conclusiones
La Comisión Kahan también recomendó el despido del director de la Inteligencia Militar, Yehoshua Saguy, así como la congelación durante al menos tres años de cualquier promoción del comandante de división Amos Yaron.

## Responsabilidad de las distintas partes
Por lo general, la responsabilidad principal de la masacre se ha solido atribuir a Elie Hobeika, cuyo guardaespaldas, Robert Maroun Hatem, afirmó en su libro De Israel a Damasco que Hobeika había ordenado la masacre de civiles en un desafío a las instrucciones israelíes que le pedían que se comportase como un ejército “digno”. Hobeika nunca fue acusado en un tribunal, ni en su país ni en Europa, ni se le siguió asociando a Sabra y Chatila, lo cual le permitió ocupar el puesto de ministro en el gobierno libanés en la década de 1990. Murió asesinado con un coche bomba el 24 de enero de 2002 en Beirut. Expertos libaneses y de otros países árabes culparon a Israel del asesinato de Hobeika y apuntaron como móvil el hecho de que Hobeika parecía “aparentemente dispuesto a testificar ante la corte belga que investigaba el papel de Sharon en la masacre”. Antes de morir, Elie Hobeika había declarado: “Estoy muy interesado en que el juicio empiece porque mi inocencia es un asunto clave”.

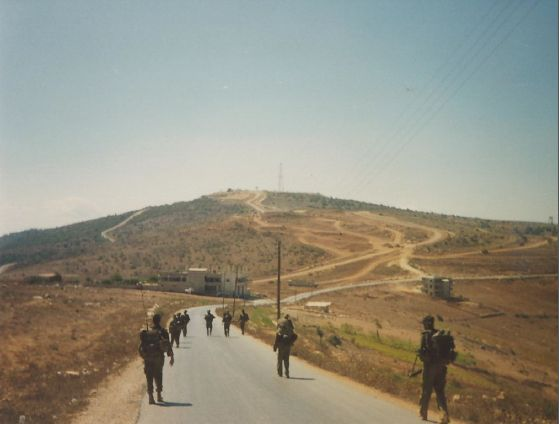
Patrulla del Ejército del Sur del Líbano.

Michael Nassar, exfalangista que se hizo millonario con la venta de armas propiedad de las Fuerzas Libanesas, fue asesinado junto con su esposa en São Paulo, Brasil, donde había estado viviendo desde que huyeron del Líbano en 1996.
Según el periodista francés Alain Menargues, un grupo de operaciones especiales israelí (Sayeret Matkal) se adentró en el campamento el 15 de septiembre para asesinar a una serie de palestinos prominentes, tras lo cual volvió a abandonar la zona. Al día siguiente lo sustituyeron asesinos del Ejército del Sur del Líbano de Saad Haddad, tras lo cual llegaron las unidades de las Fuerzas Libanesas de Elie Hobeika.
La responsabilidad de los Estados Unidos fue considerable y, de hecho, los Estados árabes y la OLP culparon a este país por la masacre. Las negociaciones que supervisaron la retirada de los milicianos de la OLP de Beirut, en las que medió el diplomático estadounidense Philip Habib, habían establecido una Fuerza Multinacional encabezada por los Estados Unidos para garantizar la seguridad de los civiles palestinos que quedaban en la ciudad. La administración estadounidense fue criticada por la retirada precipitada de la Fuerza Multinacional y su propio Secretario de Estado, George Shultz, aceptó las críticas. Shultz contó en sus memorias que “la brutal realidad es que nosotros somos parcialmente responsables. Confiábamos en la palabra de los israelíes y los libaneses”. El 20 de septiembre, tres días después de la masacre, la Fuerza Multinacional volvió a desplegarse en Beirut.

## Juicios relacionados

### La denuncia de Sharon por injurias
Ariel Sharon denunció a la revista TIME por injurias tanto en tribunales estadounidenses como israelíes y demandó 50 millones de dólares. TIME había publicado una historia en su edición del 21 de febrero de 1983 en la que implicaba que Sharon había “supuestamente debatido con los Gemayel la necesidad de que los falangistas se vengasen” por el asesinato de Bashir Gemayel. El jurado dictaminó que el artículo era falso y difamatorio, aunque la revista TIME ganó el juicio en los tribunales estadounidenses porque los abogados de Sharon no lograron establecer que los editores y escritores de la revista habían actuado “de mala fe”, tal y como requieren las leyes contra injurias de los Estados Unidos.

### La denuncia de las víctimas contra Sharon
Después de que Sharon fuese elegido primer ministro de Israel en 2001, los familiares de las víctimas de la masacre presentaron una demanda contra él. La justicia belga admitió a trámite la demanda en 2001 en aplicación de una ley de jurisdicción universal para casos de violaciones de los derechos humanos, usada en 1993 para procesar a los acusados del genocidio de Ruanda. Israel no lo tomó en consideración y adujo que se trataba de un proceso basado en motivaciones políticas. Esta ley fue luego invocada para iniciar causas contra George W. Bush, Tony Blair, Donald Rumsfeld, Colin Powell y Condoleezza Rice, y sirvió asimismo como modelo para presentar querellas contra otros líderes por crímenes contra los derechos humanos, como Fidel Castro (en España, acusación que fue finalmente desestimada) o el propio Yasser Arafat (en Francia).
El Tribunal Supremo belga dictaminó el 12 de febrero de 2003 que Sharon (y otras personas involucradas, como el general israelí Yaron) podrían ser enjuiciados en virtud de esta acusación. No obstante, ante el cuestionamiento de la jurisdicción belga para este tipo de procesos sobre derechos humanos, que causó a Bélgica problemas diplomáticos, esta nación enmendó su ley para que se circunscribiera a casos donde las víctimas fuesen ciudadanos belgas. El 24 de septiembre de 2003, el más alto tribunal belga archivó la causa contra el entonces primer ministro israelí porque no había base legal para el proceso.

## Operaciones de represalia
Según Robert Fisk, Osama bin Laden citó la masacre de Sabra y Chatila como una de las justificaciones de su atentado de las Torres Khobar en 1996, en el que al-Qaeda atacó un complejo de edificios de las Fuerzas Aéreas de los Estados Unidos en Arabia Saudí.